# 戀色婚姻
《戀色婚姻》是MARMALADE在2012年10月26日發售的戀愛冒險類型成人遊戲，萌APP（萌えAPP）在2015年11月27日發售Android版，2016年6月17日發售iOS版。

## 故事
琴城直所居住的琴城溫泉旅館由於經營困難而接受森川集團的資助，對方提出直和森川美穗乃兩人結婚做為條件。於是在美穗乃反對結婚的情況下，兩人開始了同居生活。

## 角色

### 主要角色
琴城直
本做的男主角。天郷學園2年級學生，琴城旅館的繼承者。小時候父母因交通事故過世而被祖母養育。
森川美穂乃（聲優：本山美奈）
身高：158cm，三圍：B84（D）/W56/H86，生日：3月21日，血型：AB型
森川集團總裁的獨生女，直的未婚妻。由於婚約關係而來到琴城旅館並轉學到直的班級。
（聲優：御苑生芽衣）
身高：148cm，三圍：B70（A）/W55/H75，生日：10月1日，血型：O型
直的青梅竹馬和同學，琴城旅館的接待員。
（聲優：遠野梵）
身高：155cm，三圍：B77（B）/W55/H80，生日：4月14日，血型：B型
父親是北歐王族的混血兒。
鷹宮久遠（聲優：松井彩夏）
身高：167cm，三圍：B87（E）/W57/H88，生日：9月18日，血型：B型
美穗乃的隨從。年齡比直大卻轉學到直的班級並在琴城旅館住宿。

### 其他角色
鹿島鶇（聲優：一色光）
琴城旅館的接待員。
鹿島雲雀
鶇的姊姊，琴城旅館的接待員。
琴城菖蒲（聲優：松田美菜）
直的祖母，琴城旅館的女主人。
秋吉鐵五郎（聲優：山本兼平）
ねここ的父親，琴城旅館的廚師。
森川剛健（聲優：Prof.紫龍）
美穂乃的父親，森川集團的總裁。
蜂須賀友矢（聲優：逢坂良太）
知名連鎖旅館「ホテル蜂須賀リゾート」的少爺，直的同學。

## 主題曲
片頭曲「my sweet heart」
作詞：，作曲、編曲：iyuna，歌：霜月遙
片尾曲
作詞：，作曲、編曲：iyuna，歌：茶太

## CD
solfa/marble sky recordsy在2012年10月26日發售原聲帶，收錄角色歌曲和BGM共25首。

## 評價
《戀色婚姻》在日本美少女游戏与动画相关商品销售网站Getchu.com的2012年10月销量榜上排名第3名。

## 外部連結
- PC版官方網站 （页面存档备份，存于）MARMALADE（日語）
- App版官方網站 （页面存档备份，存于）萌えAPP（日語）